# Lambert Wetzels
Lambert Wetzels (soms ook: Lambert (Lambaer) Wessels) (Sittard, 12 april 1869 – aldaar, 31 maart 1938) was een Nederlands componist, dirigent en organist.

## Levensloop
Het is niet bekend waar en hoe hij zijn opleiding heeft genoten. Hij was in Sittard en de regio werkzaam als organist, koordirigent en dirigent van harmonie- en fanfareorkesten. Hij leidde onder andere de zangvereniging "Liederkrans" en het kerkkoor van de Sint Michaëlskerk te Sittard. Voor dit koor schreef hij enige romantische werken, waarvan het Ave Maria heel bekend is.
In 1904 werd hij dirigent van het symfonieorkest van de Philharmonie Sittard en van 1917 tot 1923 dirigeerde hij ook het harmonieorkest van deze Sittardse Philharmonie. Het dubbelkwartet "Orpheon" won hem in 1910 als dirigent. Verder was hij vanaf 1906 tot 1908 dirigent van de Société St. Martin Fanfare de Stein in Stein.